# Szczawin Przykościelny
Szczawin Przykościelny – dawna część wsi Szczawin w Polsce, w województwie łódzkim, w powiecie zgierskim, w gminie Zgierz. Wchodzi w skład sołectwa Szczawin.
1 stycznia 2024 nazwa miejscowości została zniesiona.
W latach 1975–1998 Szczawin Przykościelny należał administracyjnie do ówczesnego województwa łódzkiego.
Kościół erygowany w XV w., zniszczony. W obecnej postaci wybudowany w latach 1988–1992.